# ライル・ビアボーム
ライル・ビアボーム（Lyle Beerbohm、1979年2月5日 - ）は、アメリカ合衆国の男性総合格闘家。ワシントン州スポケーン出身。BJJスポケーン所属。

## 来歴
ハイスクール時代にはレスリングで、3度ワシントン州王者となった。
その後、覚醒剤使用により刑務所生活を送った。刑務所を出所後、総合格闘技のトレーニングを始めた。
アマチュア総合格闘技で12連勝を果たし、2007年4月6日にプロデビュー。
2008年2月23日、Strikeforce初参戦となったStrikeforce: At The Domeでレイ・ペラールズと対戦し、ギロチンチョークで一本勝ち。
2008年10月10日、ShoXC: Elite Challenger Seriesでハファエロ・オリヴェイラと対戦し、TKO勝ち。
2009年6月19日、ShoMMA: Strikeforce Challengers 2でドゥエイン・ラドウィックと対戦し、ブルドッグチョークで一本勝ち。
2010年5月15日、Strikeforce: Heavy Artilleryでビトー・"シャオリン"・ヒベイロと対戦し、2-1の判定勝ち。その後、2010年に2試合を行ないどちらも一本勝ちを収め、プロキャリア16連勝となった。
2011年2月18日、ShoMMA: Strikeforce Challengers 14でパット・ヒーリーと対戦し、0-3の判定負け。プロキャリア17戦目にして初黒星となった。
2011年4月9日、Strikeforce: Diaz vs. Daleyで青木真也と対戦し、ネッククランクで一本負け。

## 戦績
| 総合格闘技 戦績 | 総合格闘技 戦績 | 総合格闘技 戦績 | 総合格闘技 戦績 | 総合格闘技 戦績 | 総合格闘技 戦績 | 総合格闘技 戦績 |
| --------------- | --------------- | --------------- | --------------- | --------------- | --------------- | --------------- |
| 18 試合         | (T)KO           | 一本            | 判定            | その他          | 引き分け        | 無効試合        |
| 16 勝           | 7               | 7               | 2               | 0               | 0               | 0               |
| 2 敗            | 0               | 1               | 1               | 0               | 0               | 0               |

| 勝敗 | 対戦相手                       | 試合結果                         | 大会名                              | 開催年月日     |
| ×    | 青木真也                       | 1R 1:33 ネッククランク           | Strikeforce: Diaz vs. Daley         | 2011年4月9日   |
| ×    | パット・ヒーリー               | 5分3R終了 判定0-3                | ShoMMA: Strikeforce Challengers 14  | 2011年2月18日  |
| ○    | タロン・ホフマン               | 1R 2:48 ギロチンチョーク         | Rumble on the Ridge 15: Vindication | 2010年12月4日  |
| ○    | ジョシュ・カルヴォ             | 2R 0:20 ギロチンチョーク         | Rumble on the Ridge 14: Defiance    | 2010年10月30日 |
| ○    | ビトー・"シャオリン"・ヒベイロ | 5分3R終了 判定2-1                | Strikeforce: Heavy Artillery        | 2010年5月15日  |
| ○    | ジョシュ・マーティン           | 1R 1:29 TKO（肘打ち）            | Arena Rumble: Horn vs. Guida        | 2009年9月12日  |
| ○    | ドゥエイン・ラドウィック       | 1R 4:27 ブルドッグチョーク       | ShoMMA: Strikeforce Challengers 2   | 2009年6月19日  |
| ○    | ジョルジ・サラト               | 2R 3:48 TKO（パンチ連打）        | KOTC: Fusion                        | 2009年1月17日  |
| ○    | ハファエロ・オリヴェイラ       | 1R終了時 TKO（ドクターストップ） | ShoXC: Elite Challenger Series      | 2008年10月10日 |
| ○    | エド・ヌーノ                   | 5分3R終了 判定3-0                | SportFight 22: Re-Awakening         | 2008年4月18日  |
| ○    | デイブ・ナイト                 | 1R 3:44 ギロチンチョーク         | XCC 6: Western Threat               | 2008年4月5日   |
| ○    | ヴィンス・ガズマン             | 2R 3:26 チョークスリーパー       | ShoXC: Elite Challenger Series      | 2008年3月21日  |
| ○    | レイ・ペラールズ               | 3R 1:19 ギロチンチョーク         | Strikeforce: At The Dome            | 2008年2月23日  |
| ○    | ジェラルド・ストレベント       | 1R 2:42 ギブアップ（負傷）       | EWC 3: Capitol Invasion             | 2008年1月12日  |
| ○    | ジェレミー・バーネット         | 1R 4:44 TKO（パンチ）            | Conquest of the Cage                | 2007年11月6日  |
| ○    | フェリックス・ホセ・カリージョ | 3R 1:16 TKO（パンチ）            | Ringside Ticket                     | 2007年8月30日  |
| ○    | ディーン・ヘンダーソン         | 5R TKO（ドクターストップ）       | Xtreme Cage Combat 4                | 2007年6月2日   |
| ○    | カイル・ハッチンソン           | 3R 0:51 TKO（パンチ）            | CCW: Night of the Warrior           | 2007年4月6日   |